# Russische und sowjetische Kriegsgräberstätten im Kreis Ostholstein
Im Kreis Ostholstein gibt es in 21 Orten russische und sowjetische Kriegsgräberstätten aus beiden Weltkriegen. Diese Gräber liegen sehr oft am äußersten Rand eines Friedhofs und sind schwer zu finden. Das Gräbergesetz in Deutschland garantiert die Unverletzlichkeit dieser Gräber. Deshalb sind sie manchmal auch als Einzelgrabanlage auf ansonsten abgeräumten Gräberfeldern zu finden. Die Kosten für die Grabpflege übernimmt die Bundesrepublik.

## Liste
| Bild | Ort                                  | Lage Anm. 1                   | Adresse                                                                                       | Weblink Anm. 2 |
| ---- | ------------------------------------ | ----------------------------- | --------------------------------------------------------------------------------------------- | --- |
|      | Malente, OT Gremsmühlen              | Koordinaten fehlen! Hilf mit. | Rosenstraße Ehrenfriedhof (Grabanlage)                                                        | Grabstätte für 26 sowjetische Zwangsarbeiter, die mehrheitlich aus dem Baltikum stammen.                                                          |
|      | Malente, OT Neukirchen               | Koordinaten fehlen! Hilf mit. | Hauptstraße Ehrenfriedhof (Kriegsgräberstätte 1. Weltkrieg)                                   | Grabstätte für drei russische Kriegsgefangene des Ersten Weltkriegs.                                                                              |
|      | Fehmarn-Burg auf Fehmarn             | Koordinaten fehlen! Hilf mit. | Sahrensdorfer Straße Neuer Friedhof (Kriegsgräberstätte 1. Weltkrieg)                         | Grabstätte für sieben russische Kriegsgefangene des Ersten Weltkriegs.                                                                            |
|      | Fehmarn-Burg auf Fehmarn             | Koordinaten fehlen! Hilf mit. | Sahrensdorfer Straße Neuer Friedhof (Grabanlage)                                              | Grabstätte für sieben sowjetische Kriegsgefangene und Zwangsarbeiter.                                                                             |
|      | Eutin                                | Koordinaten fehlen! Hilf mit. | Plöner Straße Soldatenfriedhof (Grabanlage)                                                   | Grabstätte für zwölf sowjetische Opfer des Zweiten Weltkriegs.                                                                                    |
|      | Großenbrode                          | Koordinaten fehlen! Hilf mit. | Teichstraße Alter Friedhof (Grabanlage)                                                       | Grabstätte für 39 sowjetische Opfer des Zweiten Weltkriegs.                                                                                       |
|      | Grube                                | Koordinaten fehlen! Hilf mit. | Hauptstraße Friedhof (Grabanlage)                                                             | Grab eines sowjetischen Opfers des Zweiten Weltkriegs.                                                                                            |
|      | Heiligenhafen                        | Koordinaten fehlen! Hilf mit. | Kirchhofstraße Alter Friedhof (Grabanlage)                                                    | Grabstätte für fünf sowjetische Opfer des Zweiten Weltkriegs.                                                                                     |
|      | Lensahn                              | Koordinaten fehlen! Hilf mit. | Meiereistraße Friedhof (Grabanlage)                                                           | Grabstätte für 17 sowjetische Kinder. |
|      | Neukirchen (Ostholstein)             | Koordinaten fehlen! Hilf mit. | Dorfstraße Evangelischer Friedhof (Grabanlage)                                                | Grabstätte für zwei sowjetische Opfer des Zweiten Weltkriegs.                                                                                     |
|      | Neustadt in Holstein                 | Koordinaten fehlen! Hilf mit. | Wiesenhof Friedhof der Fachklinik für Neurologie, Psychiatrie und Rehabilitation (Grabanlage) | Grabstätte für 22 sowjetische Opfer des Zweiten Weltkriegs.                                                                                       |
|      | Neustadt in Holstein                 | Koordinaten fehlen! Hilf mit. | Kirchhofsallee Süd- und Nordfriedhof (Grabanlage)                                             | Grabstätte für 26 sowjetische Opfer des Zweiten Weltkriegs.                                                                                       |
|      | Oldenburg in Holstein                | Koordinaten fehlen! Hilf mit. | Hoheluftstraße Evangelischer Friedhof (Grabanlage)                                            | Grabstätte für 22 sowjetische Opfer des Zweiten Weltkriegs.                                                                                       |
|      | Süsel                                | Koordinaten fehlen! Hilf mit. | An der Bäderstraße Kirchhof (Grabanlage)                                                      | Grabstätte für zwei sowjetische Opfer des Zweiten Weltkriegs.                                                                                     |
|      | Timmendorfer Strand                  | Koordinaten fehlen! Hilf mit. | Bäderrandstraße (B 76), Waldfriedhof (Grabanlage)                                             | Grabstätte für 812 Opfer des Zweiten Weltkriegs aus 16 Nationen. Mindestens eine der hier bestatteten Personen stammt aus der Sowjetunion.        |
|      | Wangels, OT Hansühn                  | Koordinaten fehlen! Hilf mit. | Am Kirchberg Evangelischer Friedhof (Grabanlage)                                              | Grab eines sowjetischen Opfers des Zweiten Weltkriegs.                                                                                            |
|      | Ahrensbök                            | Koordinaten fehlen! Hilf mit. | Friedhof (Grabanlage)                                                                         | Grabstätte von sechs polnischen und vier sowjetischen Zwangsarbeitern. Das Grab eines sowjetischen Zwangsarbeiterkindes ist nicht mehr vorhanden. |
|      | Neustadt in Holstein, OT Pelzerhaken | (Lage)                        | Stutthofweg (Kriegsgräberstätte)                                                              | Ehrenfriedhof Cap Arcona. |
|      | Timmendorfer Strand                  | (Lage)                        | Bäderrandstraße (B 76), Waldfriedhof (Gedenkstein)                                            | Ehrenfriedhof Cap Arcona. |
|      | Scharbeutz, OT Haffkrug              | (Lage)                        | Bäderstraße / B76, Friedhof von Opfern der Cap Arcona Katastrophe Mai 1945 (Gedenkstätte)     | Ehrenfriedhof Cap Arcona. |
|      | Grömitz                              | (Lage)                        | Schulweg 1A Ehrenmal auf dem Friedhof bei der Nicolai Kirche (Gedenkstein)                    | Gedenkstein für 91 unbekannte Opfer die bei dem Untergang der Schiffe „Cap Arcona“, „Thielbeck“ und „Deutschland“ zu Tode gekommen sind.          |